# Ekaterine Gabaschwili

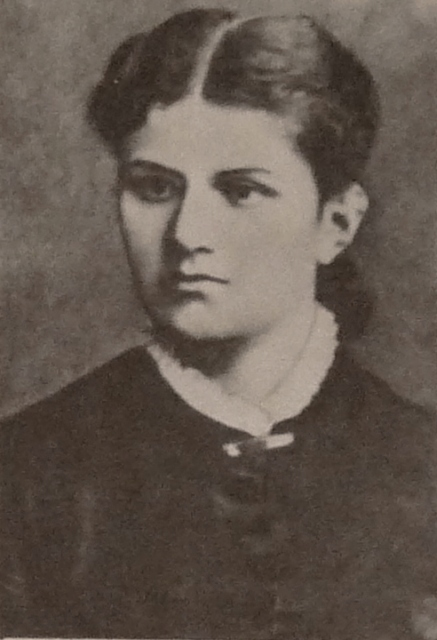
Ekaterine Gabaschwili (19. Jahrhundert)

Ekaterine Gabaschwili (georgisch ეკატერინე გაბაშვილი; geborene Tarchnischwili (georgisch თარხნიშვილი); * 16. Juni 1851, Gori, Gouvernement Tiflis, Russisches Reich; † 7. August 1938, heutige Munizipalität Kaspi) war eine georgische Schriftstellerin und Persönlichkeit des öffentlichen Lebens. Sie war eine der ersten georgischen Feministinnen und Frauenrechtsaktivistinnen.
Ekaterine Gabaschwili ist eine prominente Vertreterin des georgischen kritischen Realismus. Sie führte als eine der ersten das Genre der kleinen Prosa – Kurzgeschichten, Essay – in die georgische Literatur ein. Ihre literarischen Ansichten entstanden unter dem Einfluss der russischen revolutionären Demokraten und der „Sechziger“ des 19. Jahrhunderts. Sie wurde besonders von Ilja Tschawtschawadse beeinflusst.
Ekaterina Gabaschwili starb 1938. Sie ist in Tiflis im Pantheon Didube begraben.
1955 drehten die Filmregisseur Tengis Abuladse und Revas Tschcheidse auf der Grundlage einer der bemerkenswertesten Geschichten von Gabaschwili den Spielfilm „Magdanas Esel“ (georgisch მაგდანას ლურჯა „Magdanas lurdsa“), der bei den Filmfestspielen von Cannes (1956) und beim Edinburgh International Film Festival (1956) ausgezeichnet wurde.